# PGA高爾夫大滿貫
PGA高爾夫大滿貫（PGA Grand Slam of Golf）是一項舉辦於1979年至2014年的高爾夫球賽事，由每年高爾夫大滿貫冠軍球手參加。該賽事原本計劃從2015年開始在洛杉磯川普國家高爾夫俱樂部舉辦。但PGA在2015年7月7日宣布由於川普對拉丁裔移民的言論，該賽事不會在川普的球場舉辦。因找不到合適的比賽地點，2015年的PGA高爾夫大滿貫被取消。2016年3月，美國PGA宣布取消該賽事。 

## 外部連結
- Coverage on the PGA of America's site （页面存档备份，存于）
- PGA of America Media Guide Coverage for all years
- Port Royal Golf Club （页面存档备份，存于） (Official site of 2009–12 Grand Slam course)

32°15′40″N 64°52′26″W / 32.261°N 64.874°W